# Robert Estienne
Robert Estienne (moderne spelling Étienne, ook wel Stephanus, varianten van dezelfde naam) (Parijs, 1503 - Genève, 7 september 1559) was een Franse humanist, taalgeleerde, drukker en uitgever.

## Leven
Afkomstig uit een drukkersgeslacht, werkte Robert Estienne eerst samen met Simon de Colines. Voor zijn eigen drukkerij koos hij de olijfboom als logo. In 1539 werd hij tot Koninklijk Drukker benoemd, vooral met het oog op het uitgeven van bronteksten. Samen met zijn zoon Henri II Estienne heeft hij verschillende uitgaven van het Griekse Nieuwe Testament uitgegeven, die hoofdzakelijk op de teksteditie van Desiderius Erasmus, de toenmalige Textus Receptus, waren gebaseerd. In 1553 publiceerde Robert Estienne een Franse bijbel, waarbij hij de tekst onderverdeelde in hoofdstukken en verzen. Dit is de indeling die tot op heden gebruikt wordt. Ondanks het patronage van koning Frans I die de gedrukte pers als propaganda gebruikte, kwam er steeds meer kritiek op zijn bijbel-edities. Vanwege de censuur van de Rooms-Katholieke kerk en de Franse staat is hij in 1550 naar Genève gevlucht.

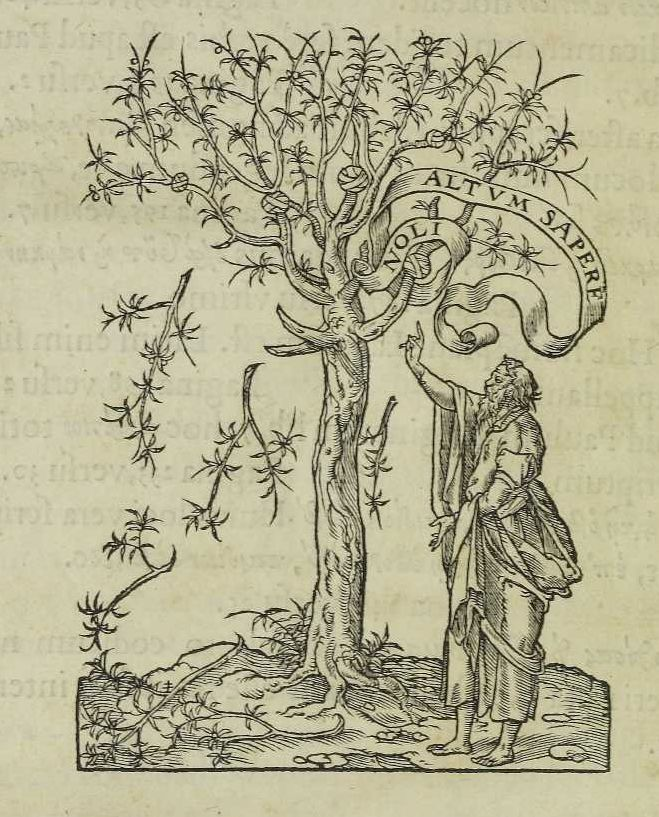
Olijfboom als logo

## Edities
Tot de topwerken behoren: 
1. Biblia Latina, 1528 De eerste in een lange reeks edities van de Vulgata, later met geleerde noten en in de editie van 1538-1540 met een kritische apparaat: in de marge zijn via sigla afwijkende lezingen uit andere bronnen opgenomen.
2. Biblia Hebraica, verschijnt tussen 1539-1543 met medewerking van onder andere François Vatable. In groot formaat: 4 delen (in-4°) et in kleiner formaat in 8 delen (in-16);
3. Biblia Latina met twee Latijnse vertalingen naast elkaar: Vulgata en een nieuwe vertaling uit het Hebreeuws (= overgenomen van de editie van de Bijbel in Zurich). Talloze malen herdrukt, beroemd vanwege z'n extreem kleine letter.
4. Nouveau Testament grec, 1550, in-fol., il
5. Historiæ ecclesiasticæ scriptores, Eusebii præparatio et demonstratio evangelica, in Grieks 1544, 2 vol. in-fol.; het eerste werk gedrukt met gebruikmaking van het bekende lettertype gegraveerd door Claude Garamond.
6. De verzamelde werken opera omnia van Cicero, Terentius, Plautus enz.

## Publicaties
Naast vele voorwoorden en notenapparaten pbuliceerde Estienne ook zelf verschillende wetenschappelijke werken, waaronder:
1. Thesaurus linguæ latinæ, Paris, 1532, Later herdrukt als Dictionarium linguæ latinæ, seu Thesaurus, etc.; Paris, 1565, 2 vol. in-fol.;
2. Dictionarium latino-gallicum, Paris, 1531, 2 vol. in-fol., is het oudste Latijns-Franse woordenboek (De Dictionnaire françois-latin, contenant les motz et les manières de parler françois, tournez en latin) gepubliceerd in 1539, gaat door voor het eerste Franse woordenboek. Een beknopte versie zag het licht als Dictionariolum puerorum latino-gallicum, Paris, 1550, in-4°;
3. Ad censuras theologorum parisiensium, quibus Biblia a Roberfo Stephano excusa calumniose notarunt responsio, Genève, 1552, in-8°. Ook in het Frans verschenen, zijn verdediging.
4. Gallicæ grammatices libellus, Genève, in-8°; Grammaire française, 1558, in-8°. In zijn Traité de la grammaire française, legde hij de principes van het Frans vast.